# Виндвеэ
Виндвеэ (нем. Windwehe), в верховье также Феттпоттбах, — река в Германии, протекает по земле Северный Рейн-Вестфалия, правый приток Луттера. Площадь бассейна реки составляет 55,12 км². Длина реки 12,581 км.
Берёт начало в районе Хельпуп городка Эрлингхаузен, впадает в Луттер в Билефельде.
Большая часть реки и прибрежной территории являются природоохранной зоной. Виндвеэ изображена на гербе общины Леопольдсхёэ.

## География
Исток Виндвеэ расположен в Эрлингхаузене у железнодорожной линии Билефельд — Хамельн. Река, называемая в верховье Феттпоттбах, несёт в основном поверхностные воды. В него впадают Хольцкампбах и Эзельсбах. От слияния с Кампбахом в Леопольдсхёэ река именуется исключительно Виндвеэ. В 1930-е годы около Экендорфа русло реки было спрямлено.
Станция очистки сточных вод Гресте находится в 10,4 км от устья Виндвеэ, после неё качество воды в реке падает. Через километр река протекает под трассой № 751. После этого в неё впадают Пансбах, Зуссиксбах и Мюленбах.
За 3 км от устья Виндвеэ пересекает дорога № 805, после этого — федеральная автомагистраль № 2. Там в реку впадает ручей Брённингхаузер Бах. У усадьбы Майера цу Бентрупа реку частично перекрывает плотина, там расположена мельница. После этого в реку впадают ручьи Экендорфер Бах, Ольдентрупер Бах и Хунгербах. Виндвеэ впадает в реку Луттер около мусоросжигательного завода Билефельда.

## Экология
Большая часть речной территории, низменности и лес Виндвеэ объявлены природоохранной зоной. В районе муниципалитета Леопольдсхёэ охраняются около 60 гектаров, эта территория называется «Виндвеэталь». В Билефельде под охраной находится зона «Виндвеэнидерунг» площадью 27,5 га.
Виндвеэ — одна из крупнейших естественных меандрирующих речек в Билефельде. Для её берегов характерны поля, луга, кустарники, лиственные рощи и болотный древостой. В реке водится рыба, в 2011 году у пруда в Дальзаузене был построен рыбоход для форели и других видов рыб.

## Галерея

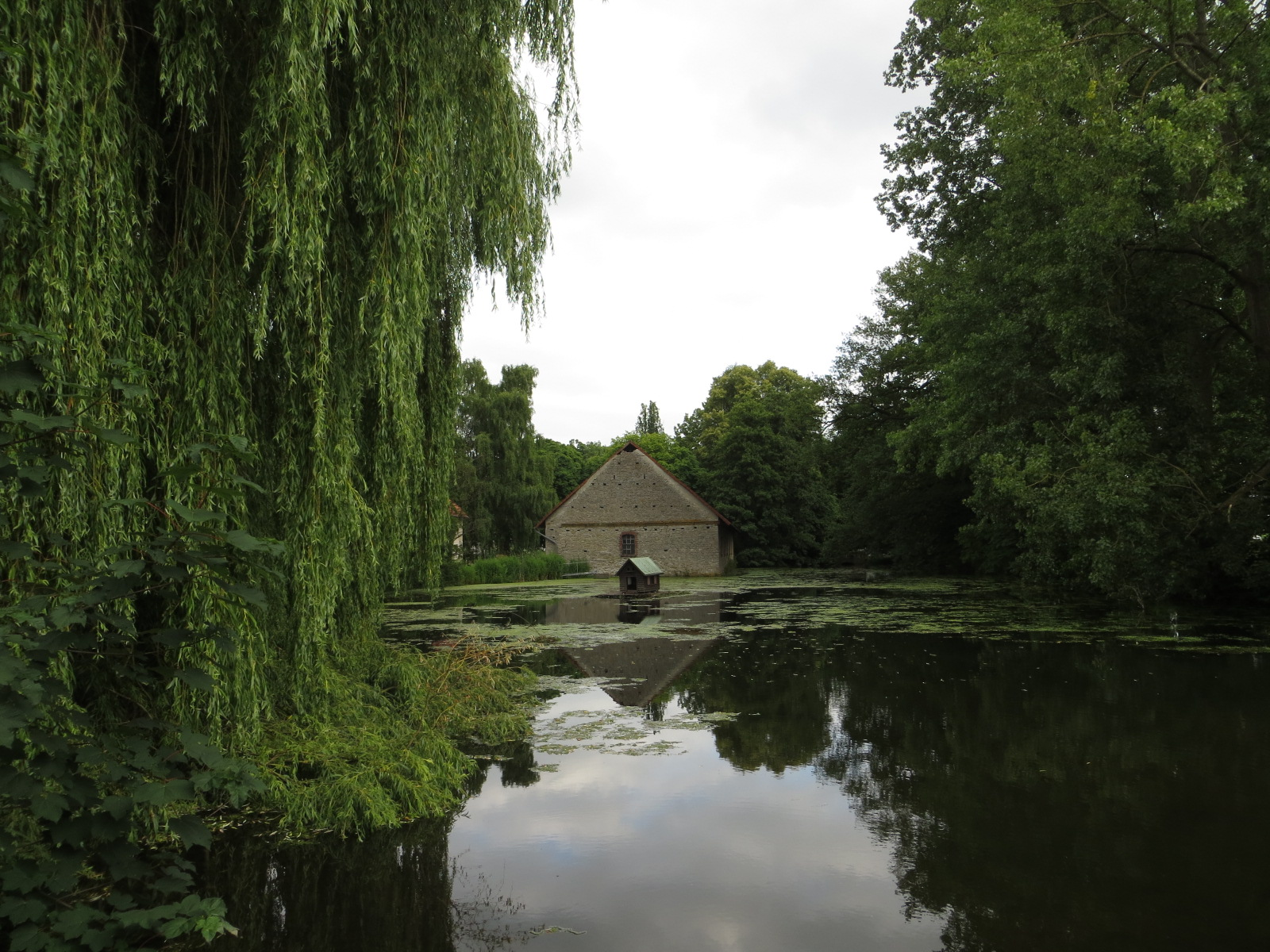
Плотина у мельницы в усадьбе Майера цу Бентрупа, построенной в 1785 году.
Виндвеэ на гербе муниципалитета Леопольдсхёэ